# Coliba (pictură de Nicolae Grigorescu)
Acest articol dezvoltă secțiunea Opera a articolului principal Nicolae Grigorescu.
Coliba cunoscută și sub numele de Casă de pe Valea Moșneagului, este o lucrare pe care pictorul Nicolae Grigorescu a realizat-o după unii critici de artă în anul 1872 și după alții în anul 1873. Ea face parte din tematica locuințelor precare țărănești - bordeie, colibe, târle și case țărănești, pe care artistul a tratat-o în întreaga sa carieră. Majoritatea picturilor care se încadrează în această tematică au fost făcute cu personaje în aer liber și prin concepția lor se integrează în genul peisagistic. Cele mai reprezentative tablouri de acest gen sunt Bordei în pădure, Târlă părăsită în două variante, Curte la țară, Ograda părăsită și Coliba, aceasta din urmă devenind peste timp, o mărturie importantă privind conștiința de tip social a artistului.

## Tematica locuințelor precare țărănești
O dată cu revenirea sa în România, Nicolae Grigorescu s-a dedicat cu pasiune peisajului românesc căutând să surprindă în ipostaze din ce în ce mai luminoase și mai vii, vibrația cea mai specifică și mai autentică. Însuflețite de prezența evocatoare a oamenilor, peisajele pe care le-a creat au ajuns treptat să coaguleze imaginea satului patriarhal românesc și chipul fermecător al naturii. Contemplativ și senin, artistul a fost fascinat de magia luminii și de bogăția de culori a lumii. Grigorescu a adus în lucrările sale o emoție sinceră și un suflet curat în fața frumuseților firii. Astfel, el a pictat cu o plăcere care se transmite și celui care meditează admirativ la opera sa.
Cu toate că artistul și-a făcut un obicei în a picta în aer liber surprinzând natura mereu mișcătoare, el nu a uitat adevărurile brutale dezvăluite de satul românesc de odinioară, chiar dacă adesea a trecut mai ușor peste ele. La toate expozițiile la care a participat, aducea câte o lucrare în care a figurat câte o casă a oamenilor săraci în care se vedea mizeria în care aceștia trăiau. Coliba care mai poartă și numele de Casa de pe Valea Moșneagului, este un asemenea tablou în care pictorul a evocat viața țăranului așa cum era ea și care nuanțează critic imaginea pe care Grigorescu a transmis-o posterității despre satul românesc din acele vremuri.
Biografii artistului au menționat că acesta nu a trecut în opera sa de viața grea a țăranului. El a făcut lucrări în care a înfățișat case în mizerie de la marginea satelor. De asemenea a schițat și critica socială ascuțită într-un tablou intitulat Vechilul, cunoscut și ca Portretul doctorului Atanasiade.

## Descrierea lucrării
Mai toate picturile realizate cu figuri în aer liber, prin concepția lor se integrează în genul peisagistic. Elocvente sunt cele intitulate Bordei în pădure, Târlă părăsită în două variante, Curte la țară, Coliba și Ograda părăsită. În prima se vede așezarea omenească ce apare ca un simplu accident într-o priveliște înverzită, în timp ce figura liliputană și fragilă a țărăncii este de abia vizibilă. În prima Târlă părăsită, mai plină de claritate se vede un gard de nuiele surpat și acoperișul târlei pare putrezit, fiind o prelungire naturală a pământului. În a doua Târlă prezența vitelor și a unui copil nu are un rol fundamental în compoziție, prezența lor nedând decât un plus de vibrație a luminii. Chiar dacă prezența umană ocupă în acest tablou un spațiu mai generos, tot peisajul este cel care primează. Asta nu denotă faptul că Grigorescu ar ignora omul și că pânzele lui ar da expresia unui naturism arhaic, deoarece omul trăiește implicit în lirismul interpretării sale. În Curte de la țară, unde gardul este strâmb, femeia și bărbatul afișează spectrul mizeriei satelor din acele vremuri. Grigorescu a găsit o materialitate și o tușă capabilă să evoce fără deosebire trăsăturile largi, cu tonuri pământii încărcate de amărăciunea specifică suferinței oamenilor. În lucrarea Ograda părăsită, omul lipsește cu desăvârșire, dar oile și caprele culcate în umbră, pe un sol murdar, alături de un zid mohorât, dau expresia unei vieți lipsite de orice orizont.

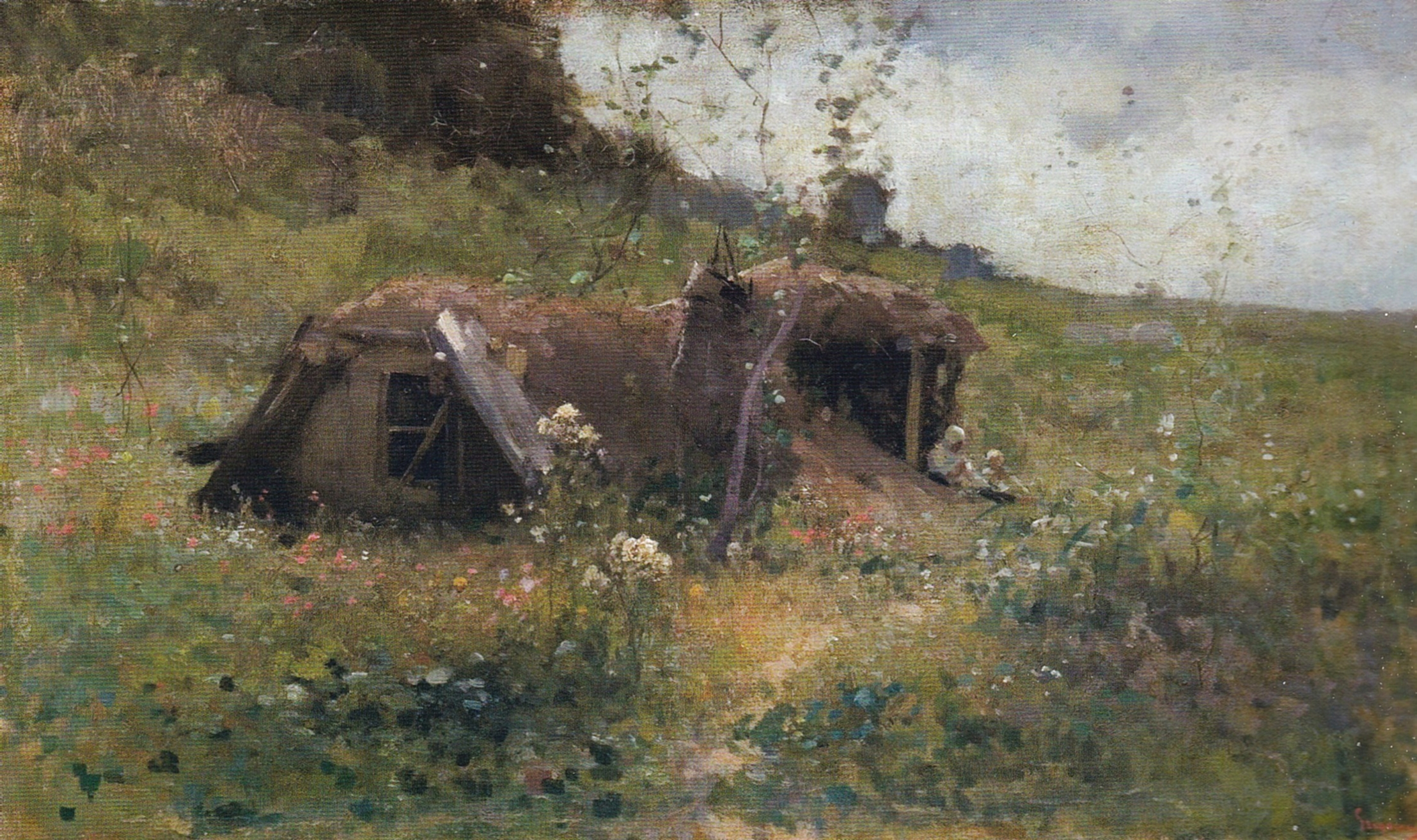
Bordei în pădure
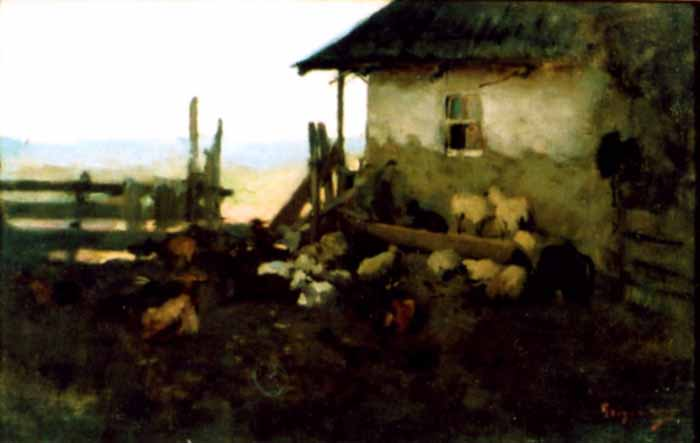
Ogradă părăsită
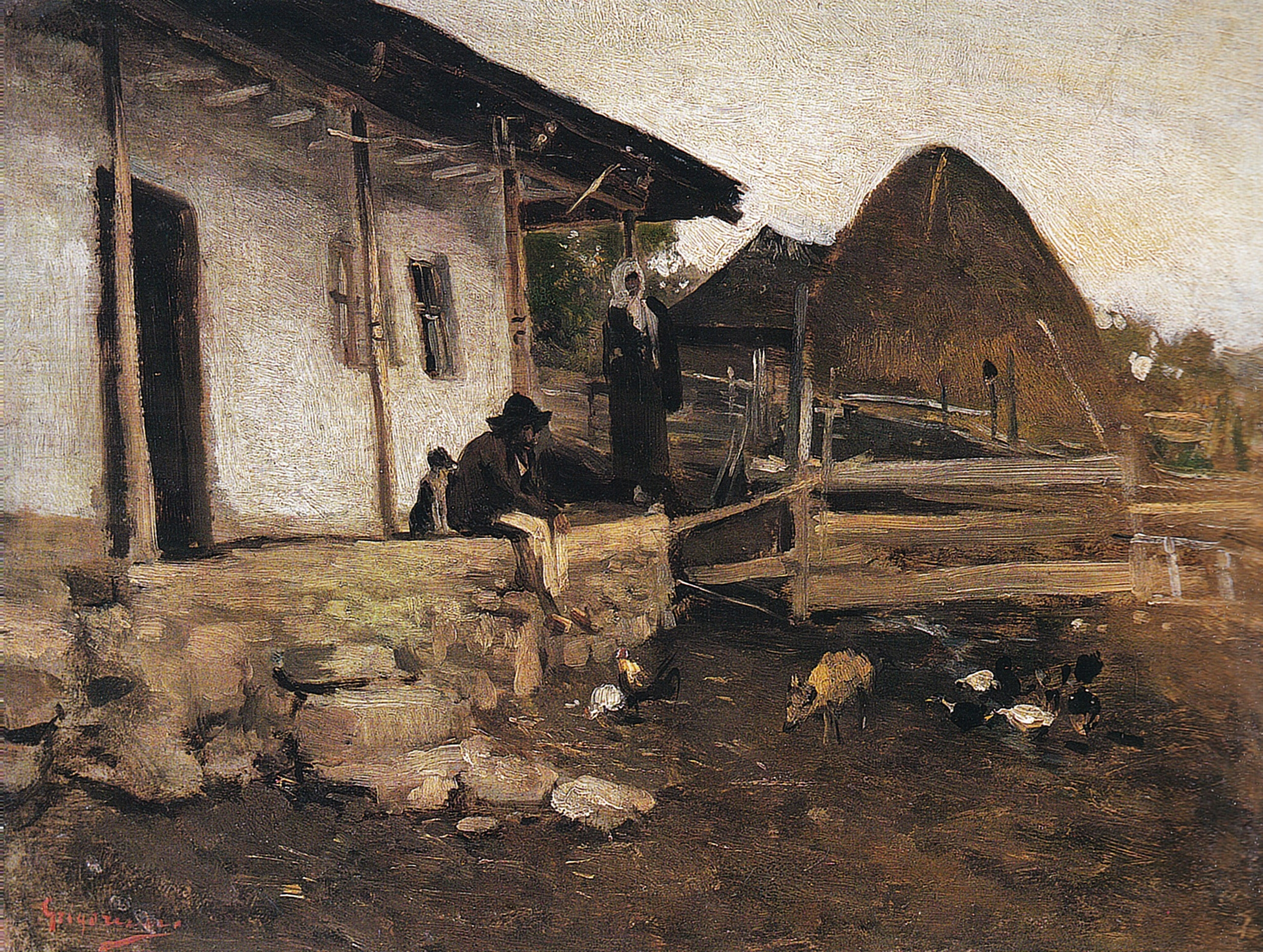
Casa de la țară
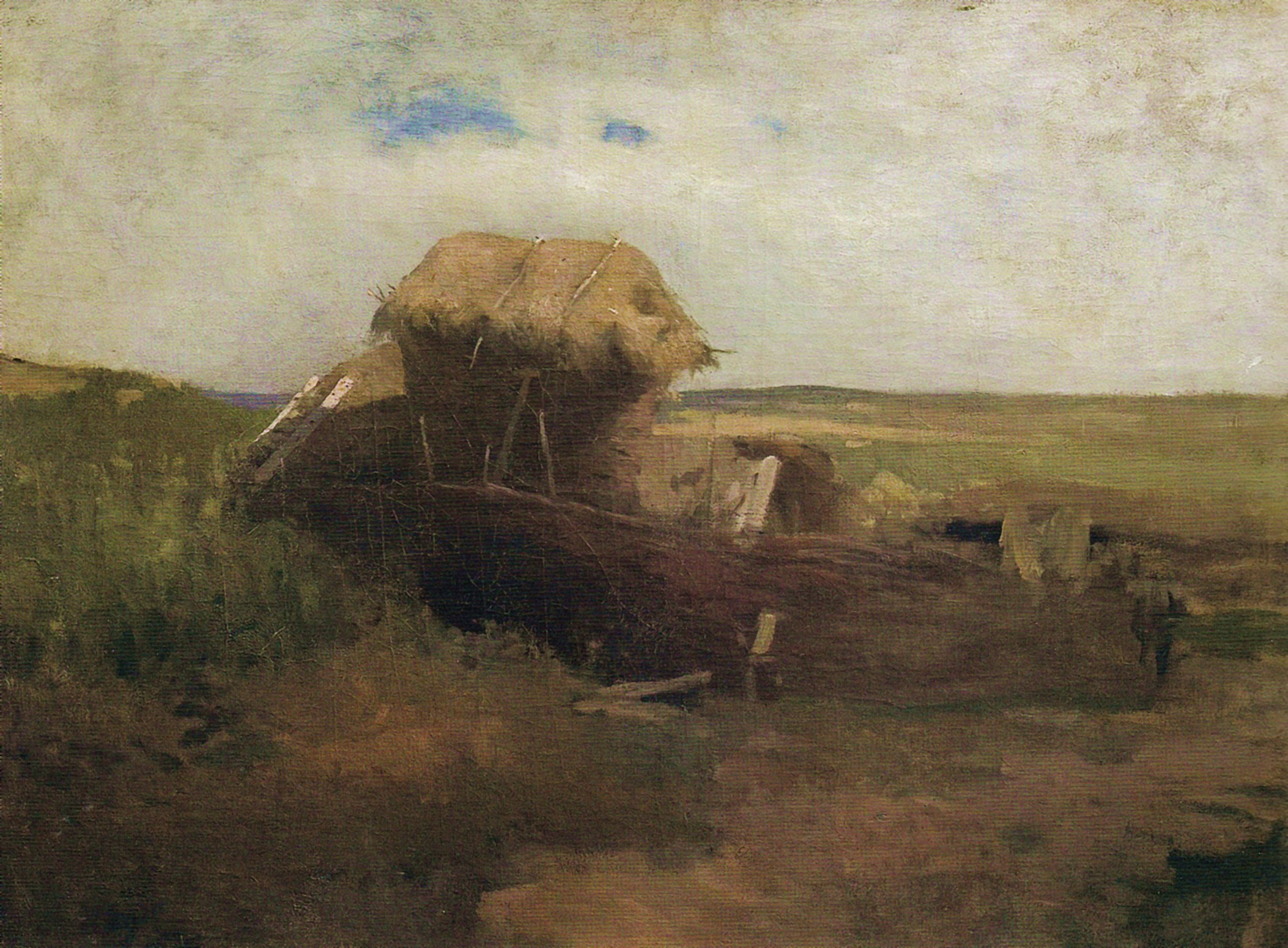
Târlă părăsită (1)
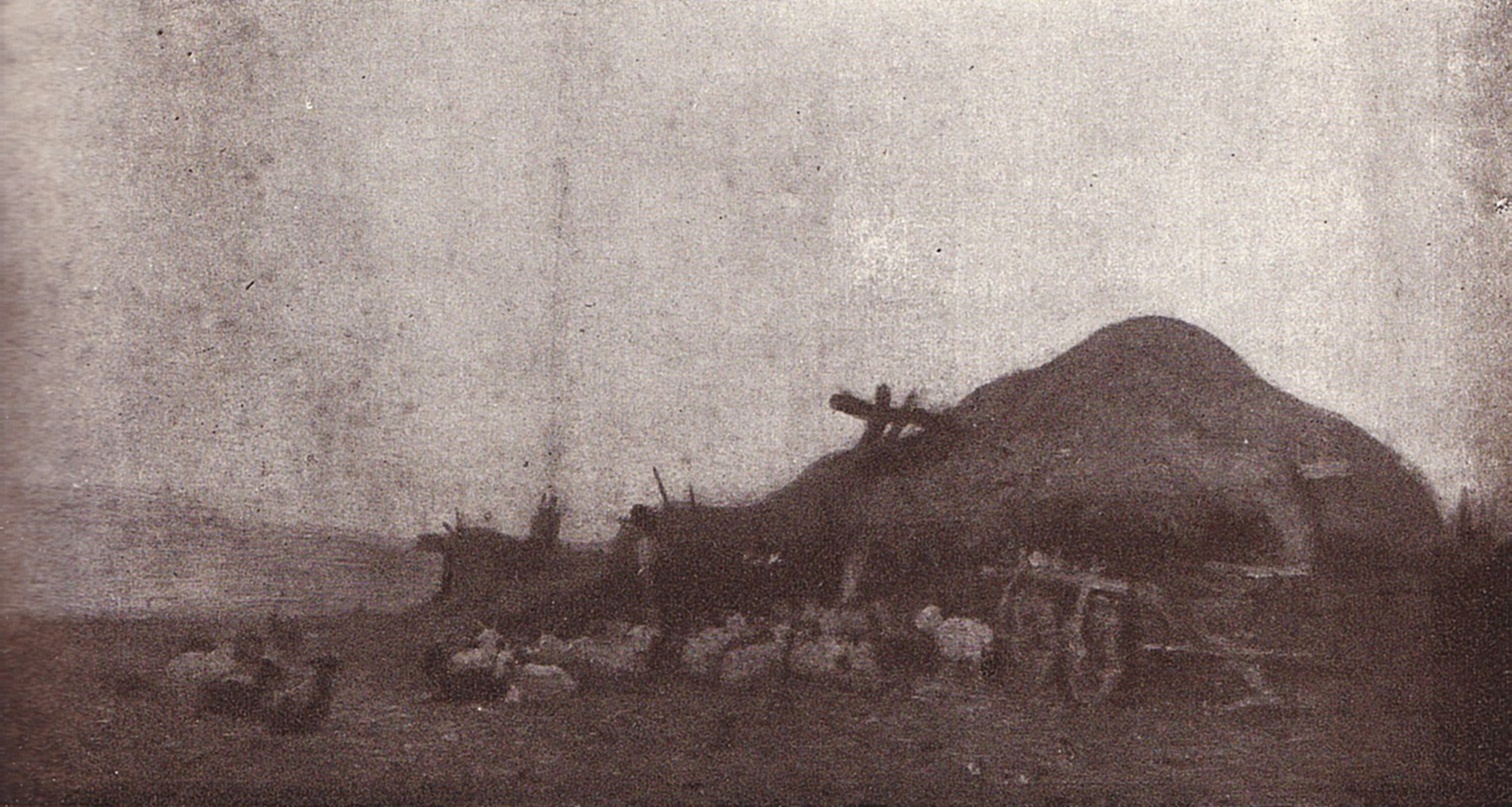
Târlă părăsită (2)

Pictura Coliba a fost semnată de pictor în partea de stânga jos a tabloului cu culoarea brună: Grigorescu, dar nu a fost datată de artist. Criticul de artă George Oprescu a datat realizarea acestei opere în anul 1872. Pe spatele lucrării există o însemnare cu brun: Amicului meu Bernath/Grigorescu/1873 fapt pentru care se explică localizarea în timp a creației sale de către alți critici, în anul 1873. Și în Casa de pe Valea Moșneagului - Coliba, chiar dacă soarele pur și simplu râde pe pereții dărăpănați și pe hainele zdrențuite ale țărăncii, el nu aruncă nicio lumină mai optimistă asupra locuitorilor ei. Destrămarea formelor pe care a folosit-o cu mare măiestrie, contribuie în general la efectul de suferință umilă și sărăcie, care face ca această pânză de mici dimensiuni să devină peste timp, o mărturie semnificativă pentru conștiința de tip social a pictorului.

## Galerie

Nicolae Grigorescu - Tematica locuințelor precare țărănești - bordeie și colibe
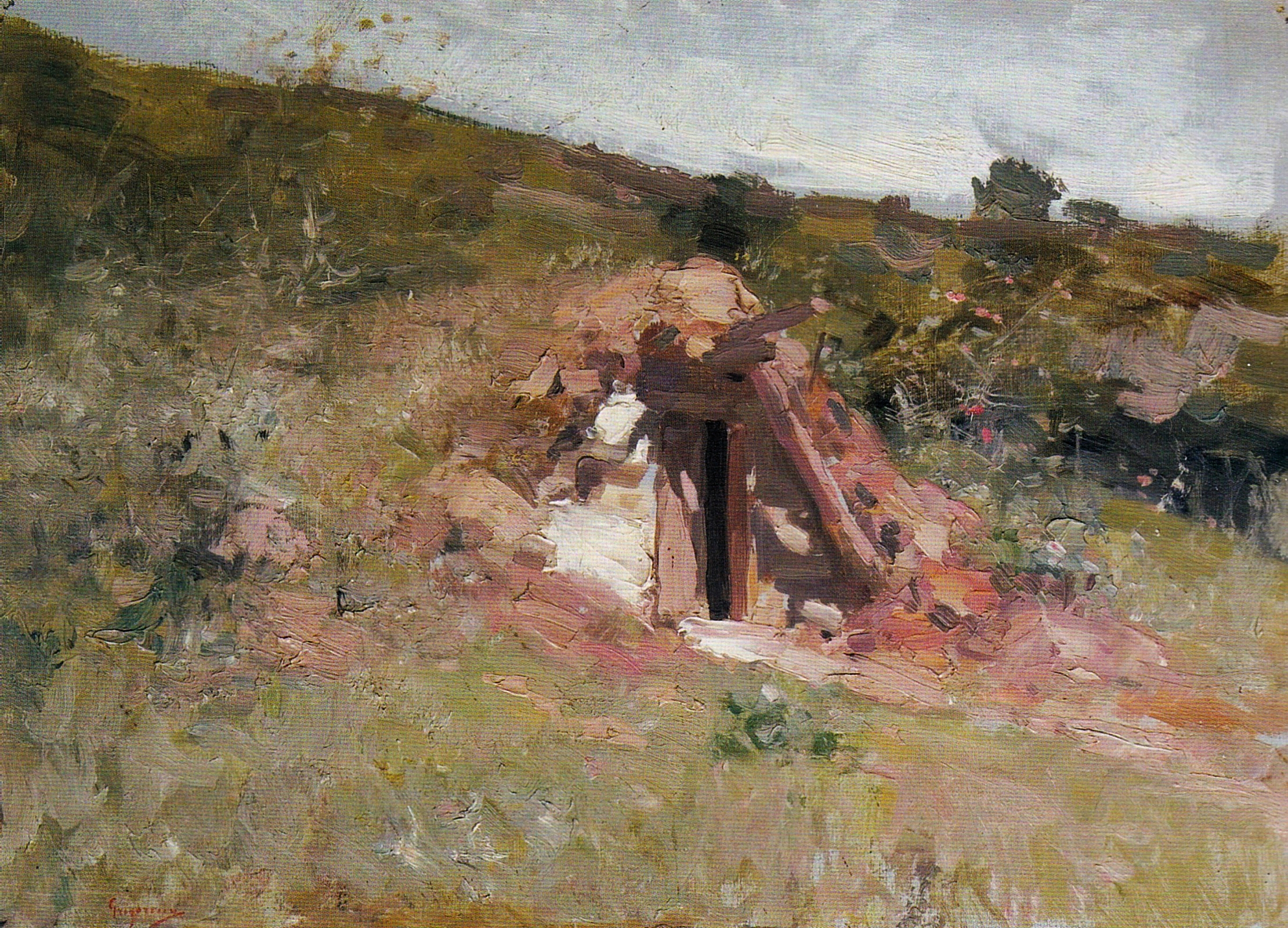
Bordei (1)
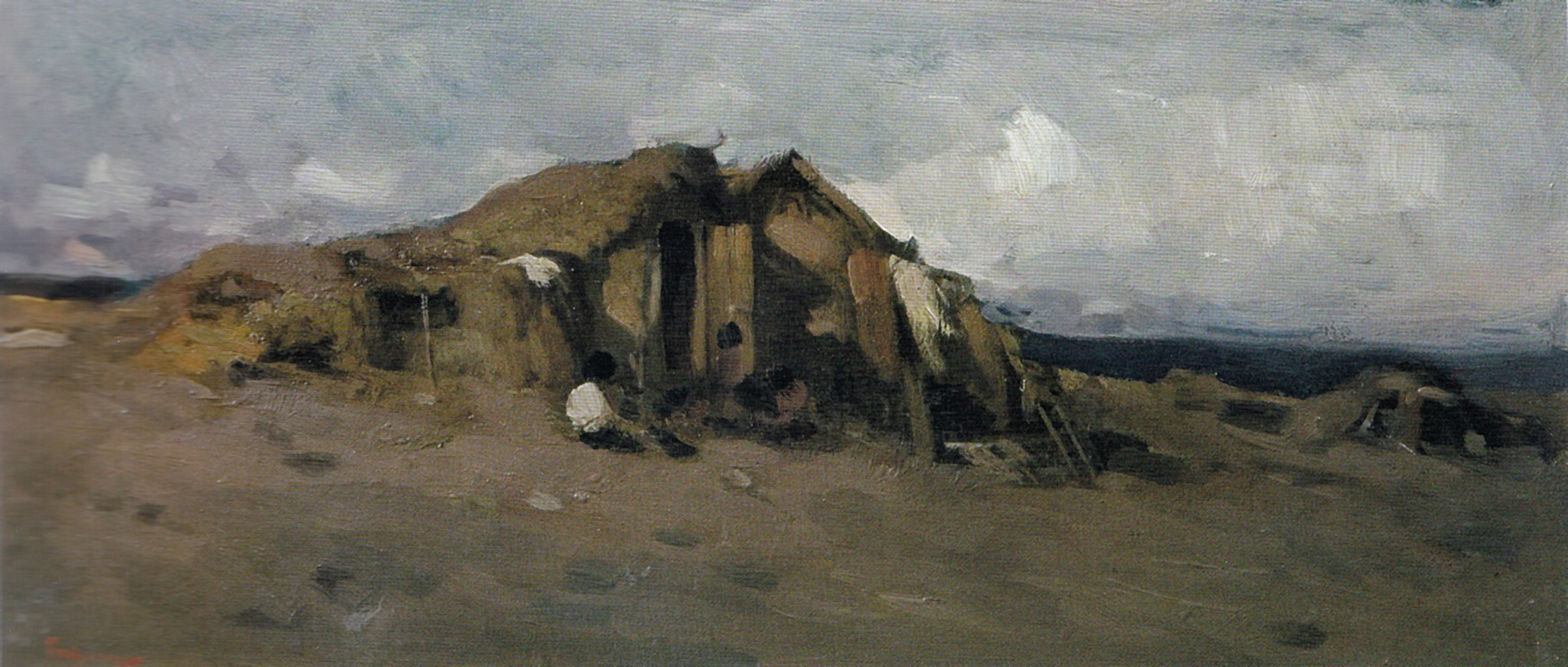
Bordei (2)
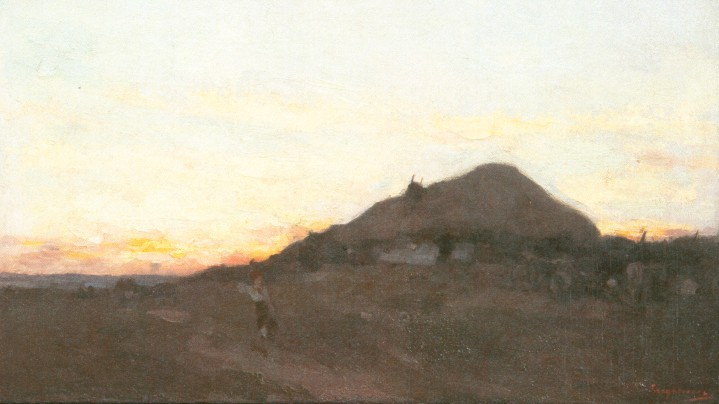
Bordeie în apus de soare
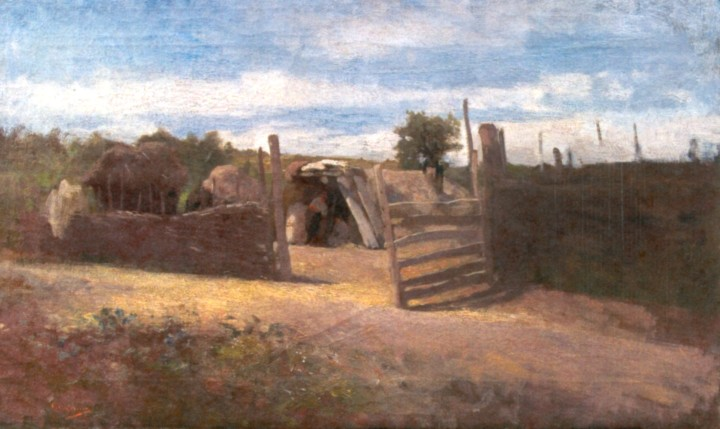
Bordeie pe înserat (1)
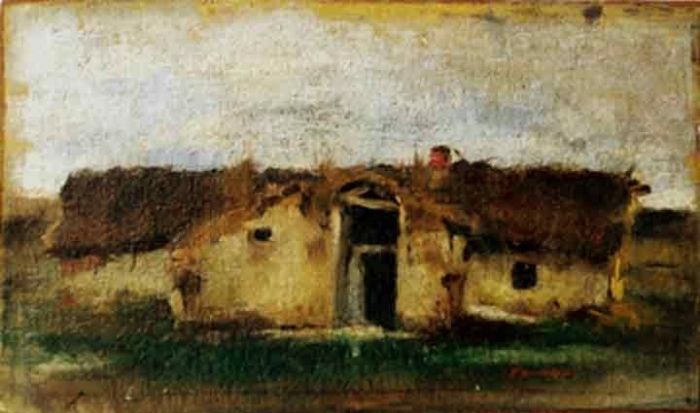
Bordeie
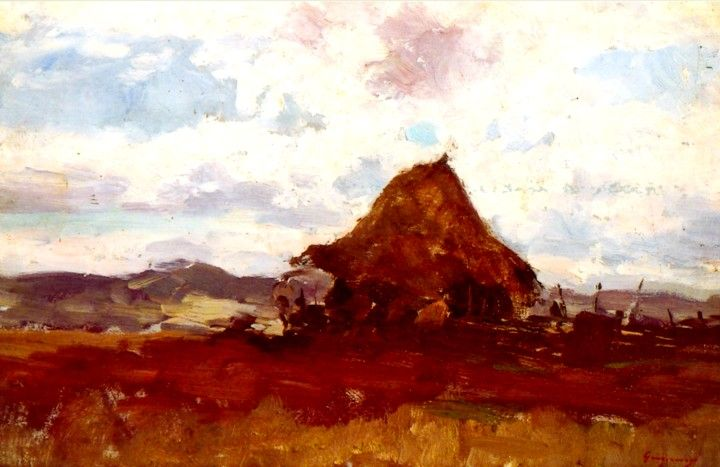
Colibă în peisaj